# تخت أرة دو (مازو)
تخت أرة دو (بالفارسية: تخت‌اره دو) هي قرية تقع في قسم مازو الريفي، بمقاطعة أنديمشك التابعة محافظة خوزستان، إيران. يقدر عدد سكانها بـ 30 نسمة حسب الإحصاء السكاني الذي تمّ في عام 2006.